# 先島群島

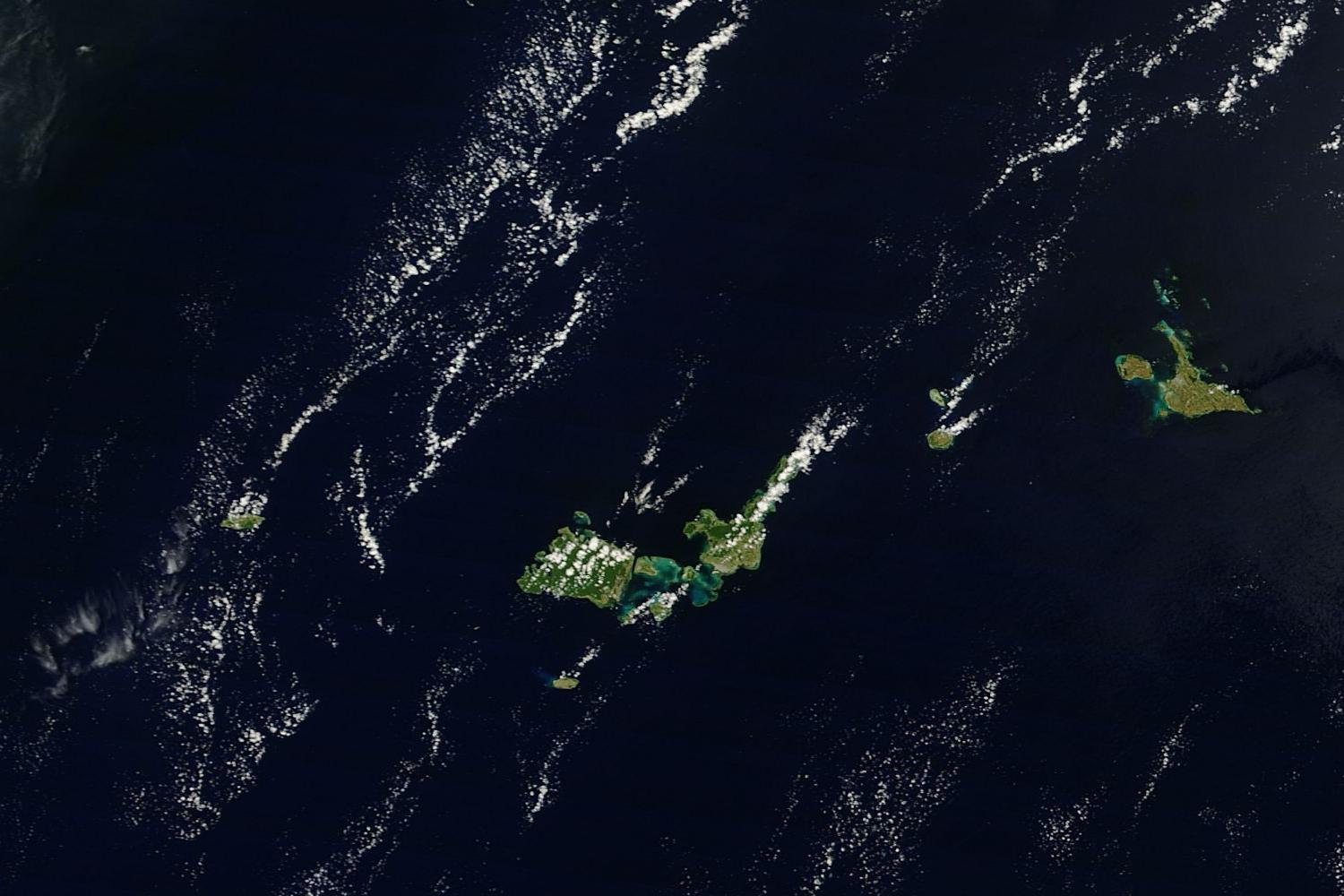
先島群島地圖

先島群島（日语：／ Sakishima shotō */?）為日本對琉球群島西南部份的宮古群島、八重山群島和尖阁诸岛（台灣稱釣魚台列嶼、中国大陸称钓鱼岛及其附属岛屿）的總稱。行政劃分上多數島嶼屬於日本沖繩縣的管轄，但中華人民共和國與中華民國均主張擁有其中尖阁诸岛的主權，並主張其為臺灣附屬島嶼。

## 歷史
14世紀時，先島群島原為位於沖繩本島琉球國的附屬國。1500年石垣島的「遠彌計赤蜂」拒絕繼續朝貢，琉球第二尚氏王朝的第二代國王尚真王派遣討伐軍，征服先島群島並將之劃入領土。不過，此時在與那國島仍有一個由女性首領所領導的獨立勢力存在。
1609年日本薩摩藩藩主島津家久為了奪占中國與琉球之間的貿易利益，出兵征服琉球國，要求琉球對日本朝貢，成為日本的附屬國，琉球國在先島群島上徵收人頭稅，引起許多不滿。日本明治維新後，日本進行琉球處分，將琉球改設沖繩縣，引起與清政府之間的領土爭議；經過談判過後，原本在1880年決定將先島群島以南各島劃歸中國，但未達成協議，1895年甲午戰爭後，清政府在事實上承認舊琉球王國為日本領土，先島群島也確定成為日本的領土。
由於日本政府對先島群島的的近代化較本土慢，人頭稅等舊有的制度依舊存在，直到20世紀初才廢除。在二次大戰後，先島群島並沒有受到太平洋戰爭的破壞，但因日本政府在沖繩縣的政府組織於美軍佔領後失去機能，使得先島群島成為無政府狀態，島上居民曾在八重山群島組織八重山自治會進行實質上的自治，自治會會長為實質上的地區領導人。直到美軍進駐先島群島恢復政府運作後，自治會才自行解散。
根據1952年實施的舊金山和約，先島群島也成為美國治理的地區。隨著1972年的沖繩回歸，先島群島再次成為日本的領土，但因為先前美軍統治的關係，使得與那國島的上空成為防空識別區的界線，先島群島西側三分之一的領空被劃為台灣的防空識別區。

## 島嶼與島嶼群

### 宮古群島
- 宮古島
- 池間島
- 大神島
- 伊良部島
- 下地島
- 來間島
- 水納島
- 多良間島

### 八重山群島
- 石垣島
- 西表島
- 竹富島
- 小濱島
- 黑島
- 新城島
- 鳩間島
- 由布島
- 波照間島
- 與那國島

### 尖閣諸島
- 魚釣島（釣魚台/釣魚島）
- 久場島（黃尾嶼）
- 大正島（赤尾嶼）
- 北小島
- 南小島
- 沖の北岩（沖北岩）
- 沖の南岩（沖南岩）
- 飛瀬（飛嶼）